# Zbýšov (Vyškov)
Zbýšov (in tedesco Spischow) è un comune della Repubblica Ceca facente parte del distretto di Vyškov, in Moravia Meridionale.